# Tehanu
Tehanu, kniha s podtitulem Poslední kniha Zeměmoří (anglicky Tehanu: The Last Book of Earthsea) je fantasy román americké spisovatelky Ursuly Kroeber Le Guinové vydaný americkým nakladatelstvím Atheneum Books v roce 1990. Dílo náleží do cyklu Zeměmoří a bylo oceněno cenami Nebula (1991) a Locus (1991). Dále bylo nominováno na cenu HOMer (1991) a cenu Mythopoeic (1991). Česky knihu vydalo poprvé nakladatelství AF 167 v roce 1997.
Jedná se o čtvrtou knihu zasazenou do prostředí souostroví Zeměmoří, sequel vydaný bezmála 20 let po původní trilogii (1968–1972). Přes svůj podtitul „Poslední kniha Zeměmoří“ není poslední. V roce 2001 vyšla sbírka povídek Příběhy ze Zeměmoří a také další román Jiný vítr.
Příběh Tehanu pokračuje v dobrodružstvích bývalé kněžky atuánských hrobek jménem Tenar z druhé knihy Zeměmoří Hrobky Atuánu, a Geda, hrdiny z první knihy Čaroděj Zeměmoří.

## Postavy
- Ged
- Erisen
- Kalessin
- Tehanu
- Tenar

## Česká a slovenská vydání
- (česky) Tehanu: Poslední kniha Zeměmoří, 1. vydání, nakladatelství AF 167, 1997, ISBN 80-85384-25-6, překlad Irena Přibylová, 180 stran, vázaná, autor obálky Karel Soukup
- (česky) Tehanu, 2. vydání, nakladatelství Triton, 2004, edice Trifid č. 29, ISBN 80-7254-341-5, překlad Irena Přibylová a Petr Kotrle, 262 stran, autor obálky Milan Fibiger [4] Petr Kotrle původní překlad upravil, doplnil ho o vynechané pasáže a sjednotil terminologii (dle překladů předchozích dílů série). Vydání ovšem obsahuje značné redakční chyby.[5]
- (slovensky) Tehanu, nakladatelství Slovart, 2007, ISBN 978-80-8085-167-5, překlad Stanislav Dančiak, 216 stran, vázaná, autor obálky Milan Dubnický